# Пагода Суле

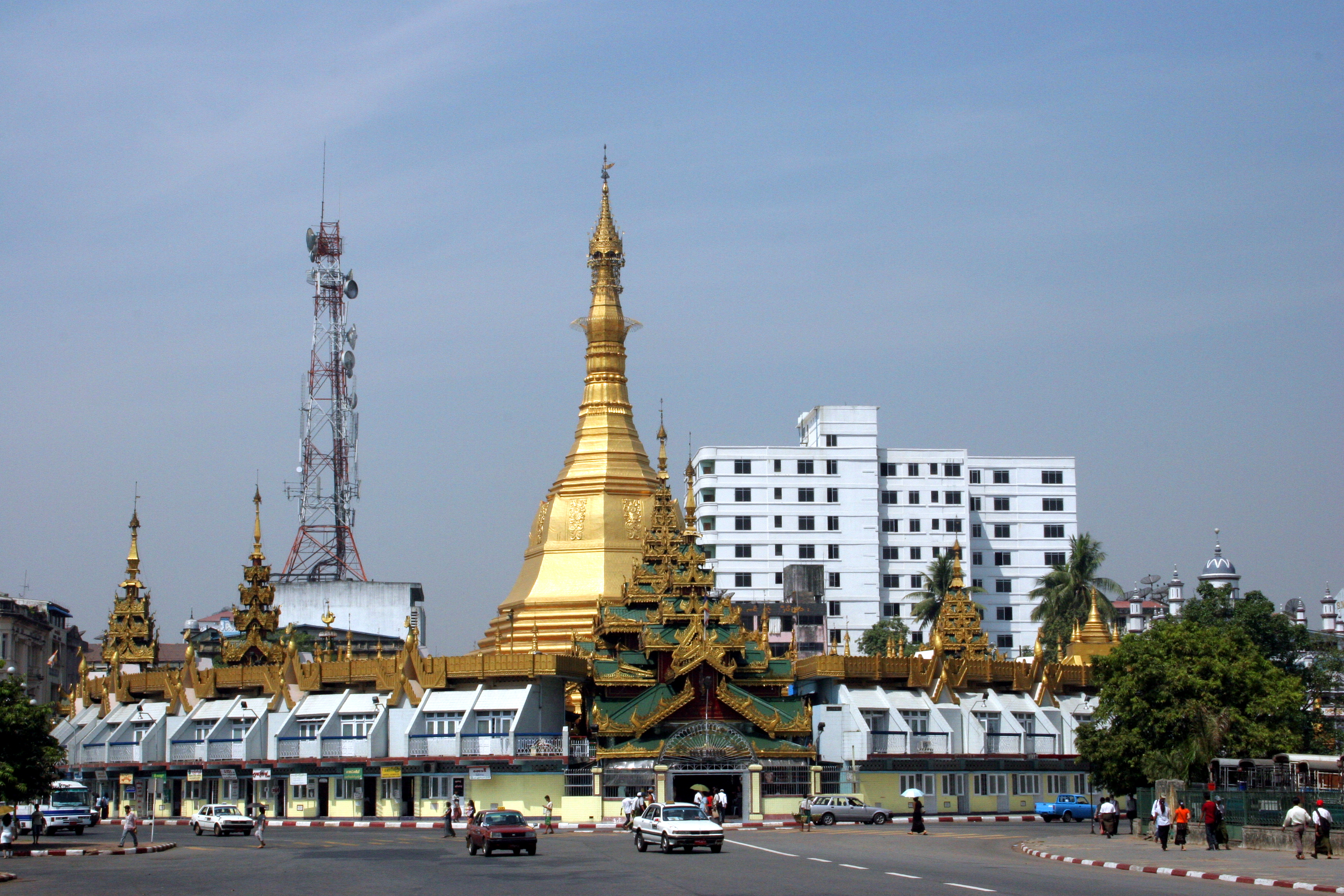
Пагода Суле оточена буддистськими магазинчиками

Пагода Суле (бірм. ဆူးလေ ဘုရား, Схул Буйана) — ступа у центральній частині міста Янгона у М'янмі. Розташована на  круговому перехресті вулиці пагоди Суле і вулиці Махабандула.   
Особливістю пагоди є те, що центральна ступа має вісім граней по всій висоті. Висота ступи — 48 метрів. Англійці під час колонізації використовували пагоду як початок відліку для нумерації вулиць у центрі Рангуна.

## Історія та етимологія
Передбачається, що пагода була побудована більше 2500 років тому і містить волосся Будди. Її назва мовою мон — Чак Атхок — означає «Пагода зі священним волосом». За легендою, король Уккалапа проводив у цій пагоді зустрічі для планування спорудження пагоди Шведагон. Бірманське слово «Су-Веі» («зустріч») з часом перетворилося на «Суле».